# رائد صلاح
الشيخ رائد صلاح (ولد في 10 نوفمبر 1958 في أم الفحم). ويلقب بشيخ الأقصى هو رئيس الجناح الشمالي للحركة الإسلامية في فلسطين منذ عام 1996. حاصل على شهادة البكالوريوس في الشريعة الإسلامية. ويعد من أشهر الشخصيات السياسية وأبرزها مواجهة للسياسات العدائية الإسرائيلية بحق الفلسطينيين. تولى منصب رئاسة بلدية أم الفحم ثلاثة مرات متتالية في الفترة الممتدة بين 1989 و2001. وفي أغسطس 2000 أنتخب رئيسًا لجمعية الأقصى لرعاية المقدسات الإسلامية، وهو أول من كشف النقاب عن حفريات المسجد الأقصى.
بدأ نشاطه الإسلامي مبكرًا؛ حيث اعتنق أفكار الإخوان المسلمين حينما كان في المرحلة الثانوية. وهو من مؤسسي الحركة الإسلامية في إسرائيل بداية السبعينيات، وأحد رموزها إلى حين انشقاقها نهاية التسعينيات نتيجة لقرار بعض قادتها خوض انتخابات الكنيست عام 1996. في 28 يناير 2013 نال جائزة الملك فيصل العالمية لخدمة الإسلام، لما قدمه من خدمة لأبناء وطنه المسلمين وحماية مقدساتهم في فلسطين وعلى رأسها المسجد الأقصى.

## النشأة
ولد الشيخ رائد صلاح سليمان أبو شقرة محاجنة في 10 نوفمبر 1958 في أم الفحم، لأسرة مكونة من سبعة أبناء. وهو متزوج ولديه ثمانية أبناء؛ ثلاثة ذكور وخمسة إناث. تلقى تعليمه الابتدائي والإعدادي (1965 - 1973)، والثانوي (1973 - 1976) في مدارس أم الفحم. وتلقى تعليمه الأكاديمي (1977 - 1980) في كلية الشريعة في جامعة الخليل. عمل بالتجارة والأعمال الحرة (1980 - 1985) بعد منعه من التدريس. ثم انتقل للعمل الصحفي (1986 - 1989) من خلال تحريره لمجلة الصراط الشهرية.

## النشاط السياسي
خاض الشيخ رائد صلاح غمار العمل السياسي عن الحركة الإسلامية بترشيح نفسه لانتخابات بلدية أم الفحم؛ التي نجح في رئاستها ثلاثة مرات متتالية؛ كان أولها في عام 1989 ثم في عام 1993 وآخرها عام 1998، ثم قدم استقالته في 2001 ليتيح المجال لغيره، وليتفرغ للعمل الدعوي والدفاع عن الأوقاف والمقدسات الإسلامية. كان في الفترة نفسها نائبًا لرئيس اللجنة القطرية لرؤساء السلطات المحلية العربية، ونائبًا لرئيس لجنة المتابعة العليا للمواطنين العرب. وفي عام 1996 انتخب رئيسًا للحركة الإسلامية (الجناح الشمالي) وما زال رئيسها حتى اليوم رغم حظرها في 17 نوفمبر 2015. وفي عام 2000 أصبح عضوًا في المجلس الإسلامي العالمي للدعوة والإغاثة. وفي عام 2005 أصبح رئيسًا للجنة أسرى الحرية المنبثقة عن لجنة المتابعة العليا.

### في السجون الإسرائيلية
أعتقل رائد صلاح الكثير من المرات وكان منها:

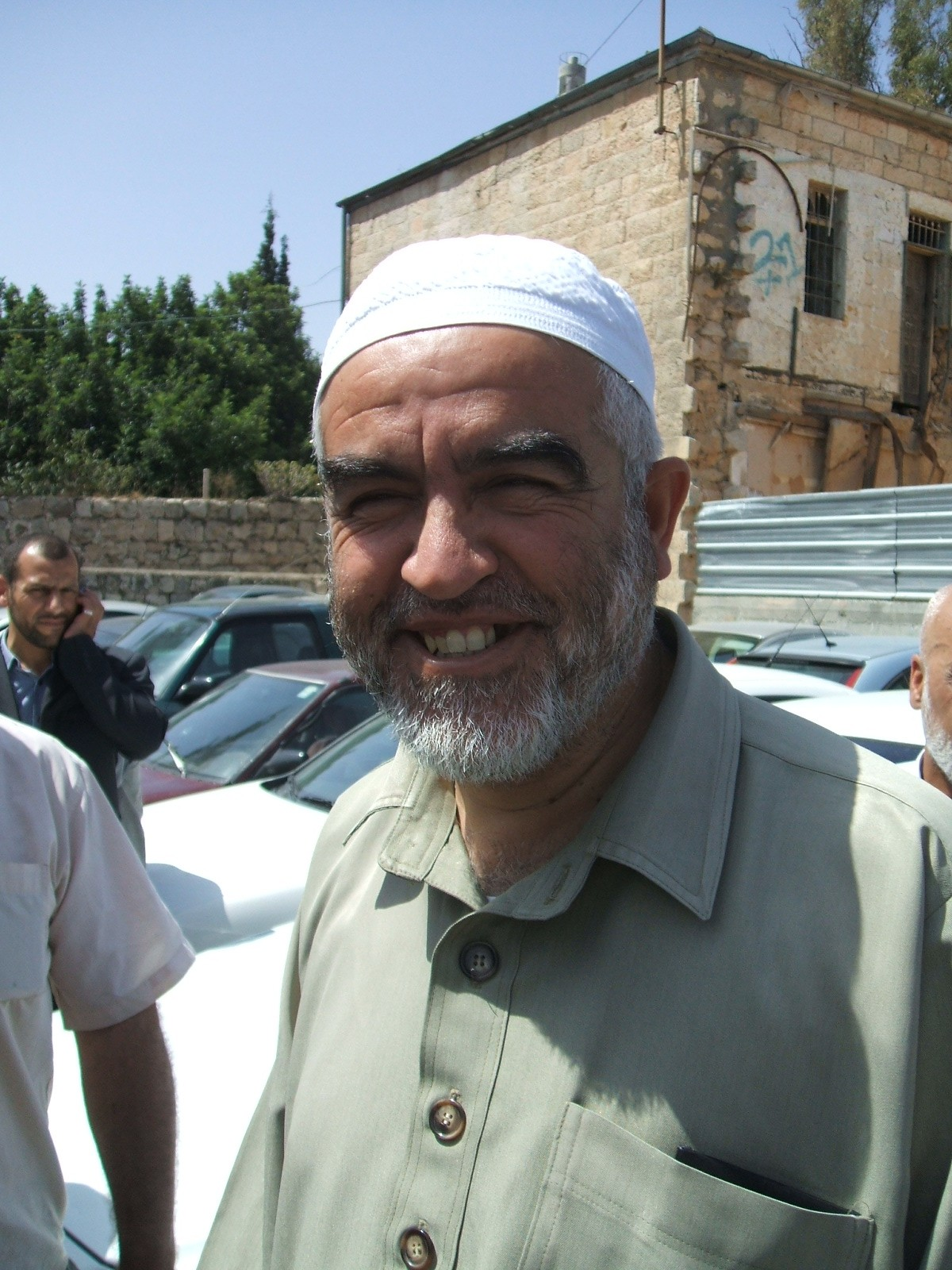
السلطات الإسرائيلية تفرج عن الشيخ رائد صلاح بعد أن سُجن 5 أشهر، بتهمة الإعتداء على شرطي إسرائيلي. 12 ديسمبر، 2010

في عام 1981 بعد تخرجه في كلية الشريعة سجن بتهمة الارتباط بمنظمة محظورة، وبعد خروجه من السجن فرضت عليه الإقامة الجبرية، حيث كان خلالها ممنوعًا من مغادرة المدينة ومغادرة بيته خلال الليل، وملزمًا بإثبات وجوده مرة أو مرتين كل يوم في مركز شرطة وادي عارة.
في عام 2000 خلال هبة أكتوبر استهدف بمحاولة اغتيال فأصيب بعيار ناري في رأسه أطلقته القوات الإسرائيلية. وفي عام 2002 أصدرت وزارة الداخلية الإسرائيلية أمرًا بمنعه من السفر خارج البلاد. وفي عام 2003 أعتقل وأفرج عنه بعد سنتين سجنًا عام 2005، حيث وجهت إليه تهمة القيام بتبييض أموال لحساب حركة المقاومة الإسلامية حماس.
في عام 2009 منع من دخول القدس، ثم أصدرت المحكمة الإسرائيلية عام 2010 قرارًا بسجنه تسعة أشهر. وفي عام 2010 أمضى خمسة أشهر في السجن لبصقه على شرطي إسرائيلي حاول استفزازه. وفي عام 2011 منع الشيخ رائد صلاح الشرطة الإسرائيلية من تفتيش زوجته وهي عارية، وذلك حينما كانا عائدين من المملكة العربية السعودية بعد أداء مناسك العمرة، وقد تم اتهامه بإعاقة عمل الشرطة، وقد أقرت النيابة العامة بسجنه ثمانية أشهر.
وفي العام نفسه اعتقل في بريطانيا دون وجه حق وذلك بتحريض من إسرائيل، لكن أفرج عنه، إلا أنه عند وصوله إلى مسقط رأسه أم الفحم في 16 أبريل 2012 منع من دخول القدس حتى نهاية أبريل 2012.
في 8 مايو 2016، دخل رائد صلاح السجن لقضاء حكمٍ بالسجن لمدة 9 أشهر، بتهمة التحريض على العنف. وفي 17 يناير 2017 أفرج عنه مع أمر حظره من السفر خارج البلاد لمدة 6 أشهر، وجرى احتفال كبير لاستقباله في مسقط رأسه أم الفحم.
قررت محكمة الصلح الإسرائيلية في حيفا في 24 نوفمبر 2019 إدانة رائد صلاح بتهمتي «التحريض على الإرهاب»، و«تأييد منظمة محظورة» وفرضت عليه في 10 فبراير 2020 السجن الفعلي في قضية الرهائن 28 شهرًا واحتساب مدة الاعتقال الفعلية التي قضاها في التهمة وهي 11 شهرًا تبدأ من 16 أغسطس 2020 ولمدة 17 شهرًا. أفرجت عنه السلطات الإسرائيلية في 13 ديسمبر (كانون الأول) 2021.

### أسطول الحرية
في 31 مايو 2010 شارك الشيخ رائد صلاح في أسطول الحرية الهادف لفك الحصار عن قطاع غزة حيث تعرض الأسطول لعملية قرصنة بحرية في المياه الدولية من السفن الحربية الإسرائيلية. قتل في هذا التعدي أكتر من 16 متضامن، وأصيب أكثر من 38 جريح. وقد تم اعتقاله بعد محاولة اغتياله أثر وصول الأسطول قسرًا إلى ميناء أشدود في 1 يونيو 2010 هو وآخرون، وتم تمديد محاكمته لمدة أسبوع.

## النشاط الدعوي
اهتم الشيخ رائد صلاح اهتمامًا كبيرًا بالمقدسات الإسلامية من مساجد ومقابر ومقامات؛ نظرًا لتعمد الحكومة الإسرائيلية بالاعتداء عليها بعد رحيل أهلها عنها. فأنتخب في أغسطس 2000 رئيسًا لجمعية الأقصى لرعاية المقدسات الإسلامية التي ساهمت بالدفاع عن مساجد فلسطين، ونجحت في كشف حفريات المسجد الأقصى.
بدأ نشاط الشيخ رائد صلاح في إعمار المسجد الأقصى وبقية المقدسات بتعاظم في عام 1996، حيث استطاع أن يُحبط العديد من المخططات الإسرائيلية الساعية لإفراغ المسجد الأقصى من المصلين، عبر مشروع «مسيرة البيارق»؛ لتسيير الحافلات إليه من كافة البلدات العربية. ونجح الشيخ رائد صلاح بإعمار المصلى المرواني وفتح بواباته، وإعمار الأقصى القديم وتنظيف ساحاته وإضاءتها، وإقامة وحدات مراحيض ووضوء عند باب حطة والأسباط والمجلس، وعمل على تنظيم حلقات ذكر وقراءة قرآن في مصاطب المسجد الأقصى.
ساهم أيضًا في إنشاء مشروع «صندوق طفل الأقصى» الذي يهدف لدعم مشاريع إعمار المسجد الأقصى وربط شريحة الأطفال بقضية المسجد الأقصى. وساهم بتنظيم المسابقة العالمية «بيت المقدس في خطر» التي تُجرى سنويًا في رمضان بمشاركة عشرات الآلاف من كافة أرجاء العالم. بالإضافة إلى مسابقة «الأقصى العلمية الثقافية» وغيرها. ساعد الشيخ رائد صلاح بإصدار العديد من الأفلام الوثائقية عن المسجد الأقصى. كان لنضاله وشخصيته الروحية الأثر الكبير في إسلام الناشطة الإسرائيلية طالي فحيمة.

## جوائز

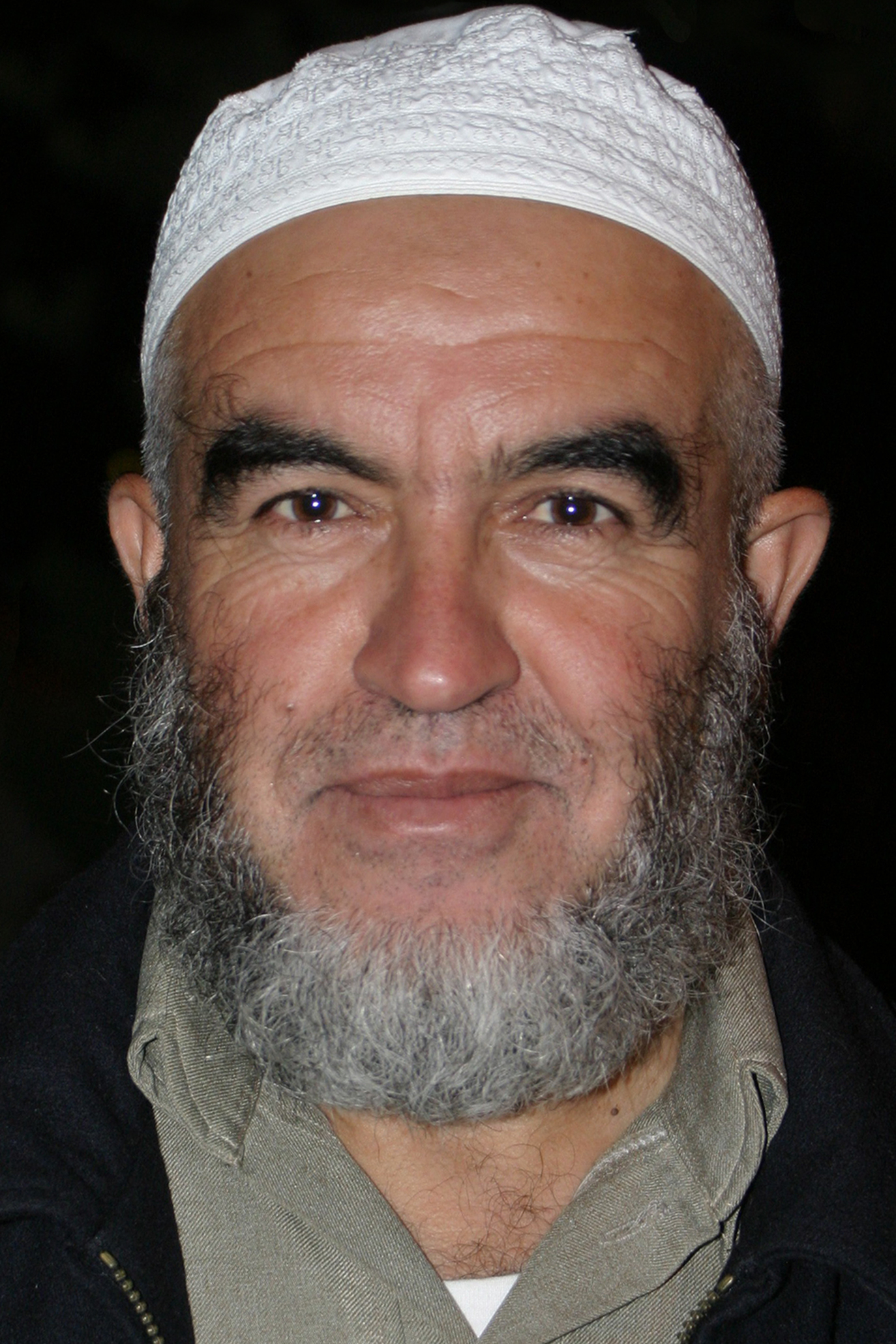
رائد صلاح

### جائزة الملك فيصل العالمية
في 28 يناير 2013 نال الشيخ رائد صلاح جائزة الملك فيصل العالمية لخدمة الإسلام لكونه أحد أبرز الشخصيات المؤسسة للحركة الإسلامية، ووضوح جهوده الإصلاحية والاجتماعية عند ترؤسه الحركة الإسلامية. وتقلده مهمة رئيس مؤسسة الأقصى لإعمار المقدسات الإسلامية، ومهمة رئيس الإغاثة الإنسانية في فلسطين. ولكونه من المبادرين بكثير من المشاريع في المسجد الأقصى بالتعاون مع إدارة الأوقاف الإسلامية في القدس ولجنة إعمار المسجد الأقصى وقبة الصخرة. وكذلك لأنه يُعتبر أول من كشف النقاب عن النفق الذي قامت بحفره الحكومة الإسرائيلية تحت المسجد الأقصى. ولنجاحه بمنع مصادرة أراضي الروحة مع لجنة الروحة الشعبية عام 1998، فقدم بذلك خدمة لأبناء وطنه. وأيضًا لتنظميه مهرجانات تحت شعار «الأقصى في خطر» التي تستقطب الآلاف من الفلسطينيين.

## وصلات خارجية
- سيرته على موسوعة الجزيرة.

| سبقه هاشم محاميد | رئيس بلدية أم الفحم 1989 - 2001 | تبعه د.سليمان إغبارية |